# Fenalår

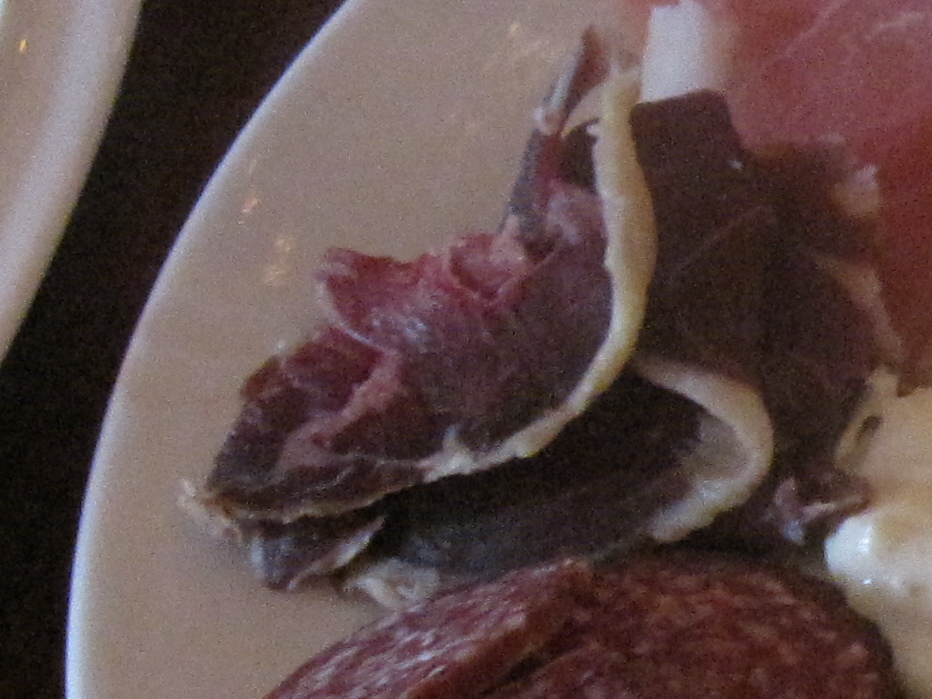
Fenalår

Fenalår é uma especialidade da culinária da Noruega. Consiste numa perna de cordeiro curada. Pode ser comprado em fatias, pedaços ou como coxa inteira. O produto é seco e salgado, sendo normalmente servido em fatias, isoladamente ou como acompanhamento de outros alimentos.
Antigamente, para se obter um fenalår de boa qualidade, a perna era pendurada durante um ou dois invernos no armazém. Por vezes, as mais suculentas pernas de cordeiro eram as curadas entre cinco a seis invernos atrás.
O processo de cura pode envolver sal e mel.